# Teucholabis dasytes
Teucholabis dasytes là một loài ruồi trong họ Limoniidae. Chúng phân bố ở miền Australasia.